# Officier radiotélégraphiste de la marine marchande
Pour les articles homonymes, voir Radiotélégraphiste et Officier de marine.
 (juillet 2010).

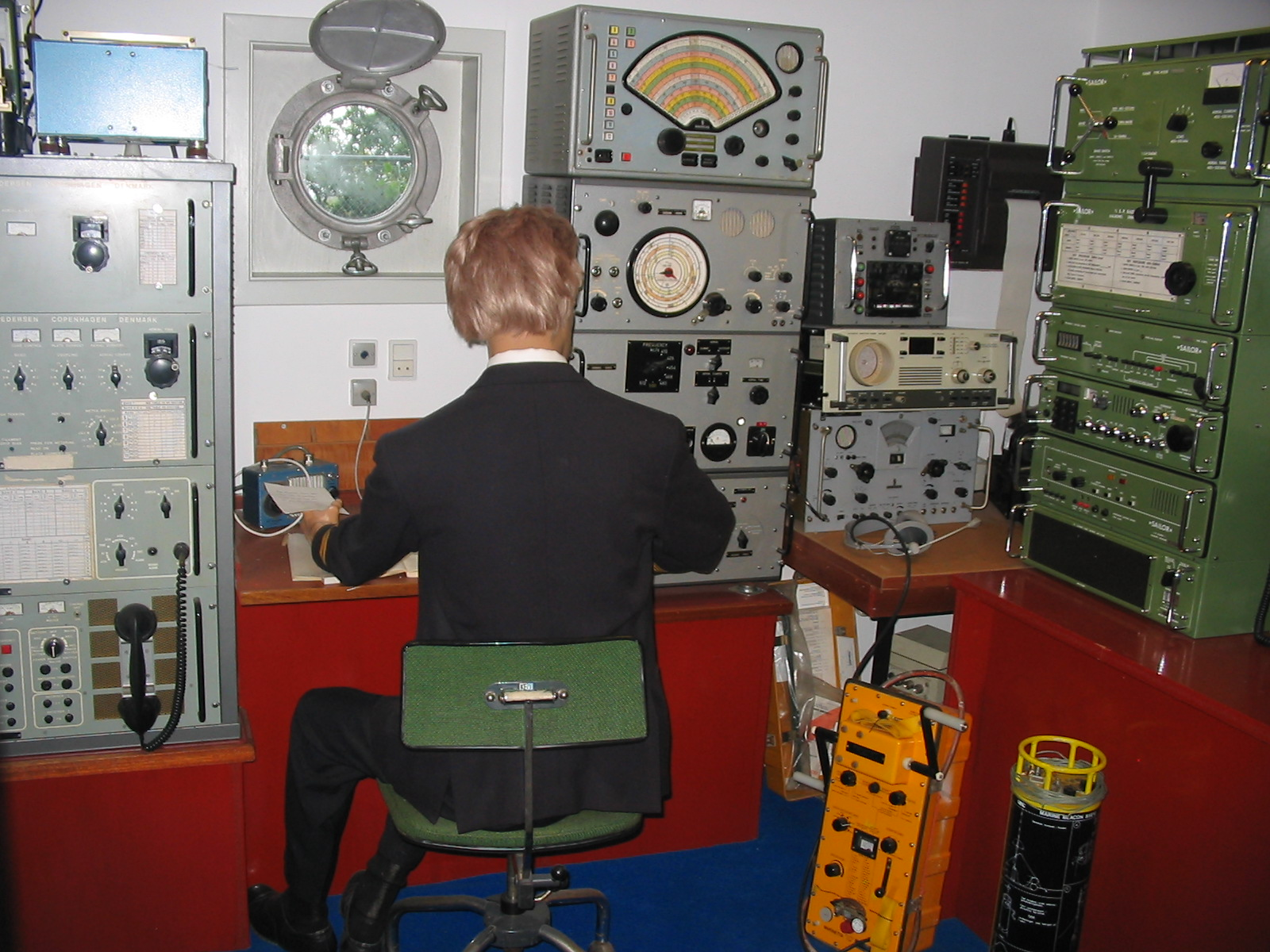
Station radio de bord

L'ancien métier d’Officier radiotélégraphiste de la marine marchande remonte au début du XXe siècle à une époque où les navires communiquaient principalement en radiotélégraphie.
En France, le métier d’officier radiotélégraphiste de la marine marchande créé en 1904 a cessé en 1997.

## L’Opérateur radiotélégraphiste
L’Opérateur radiotélégraphiste était là pour :
- Localiser le navire par radio.
- Établir les communications publiques.
- Établir les communications bateau-bateau.
- Établir les communications opérations portuaires.
- Établir les communications pour l'approvisionnement.
- Établir les communications nautiques.
- Établir les communications de détresse.
- Établir les communications des messages familiaux. Les voyageurs qui couraient le monde réclamèrent les possibilités de télégraphier au cours de leurs voyages.

## Qualifications de radiotélégraphiste

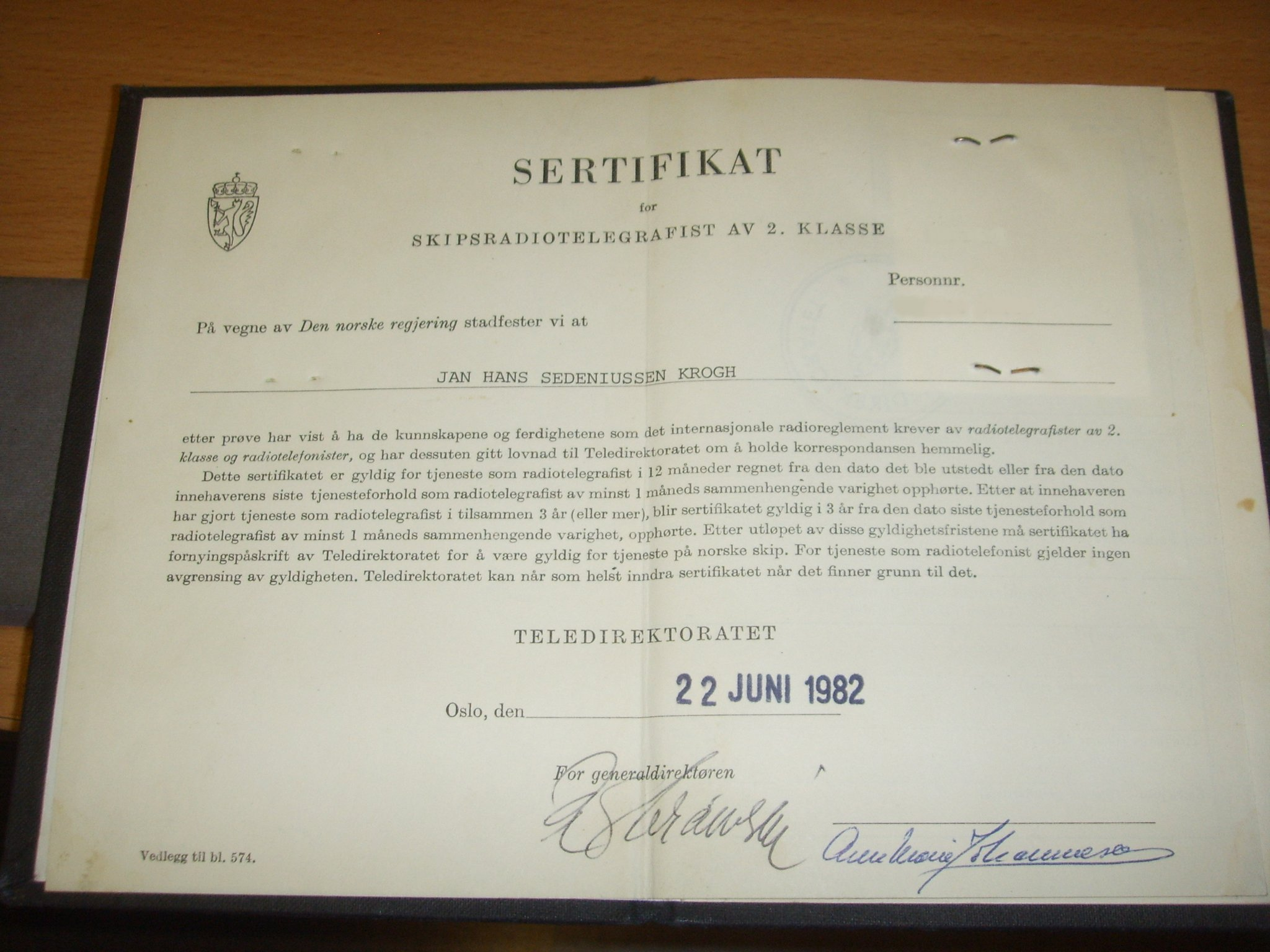
certificat d’opérateur radiotélégraphiste de deuxième classe

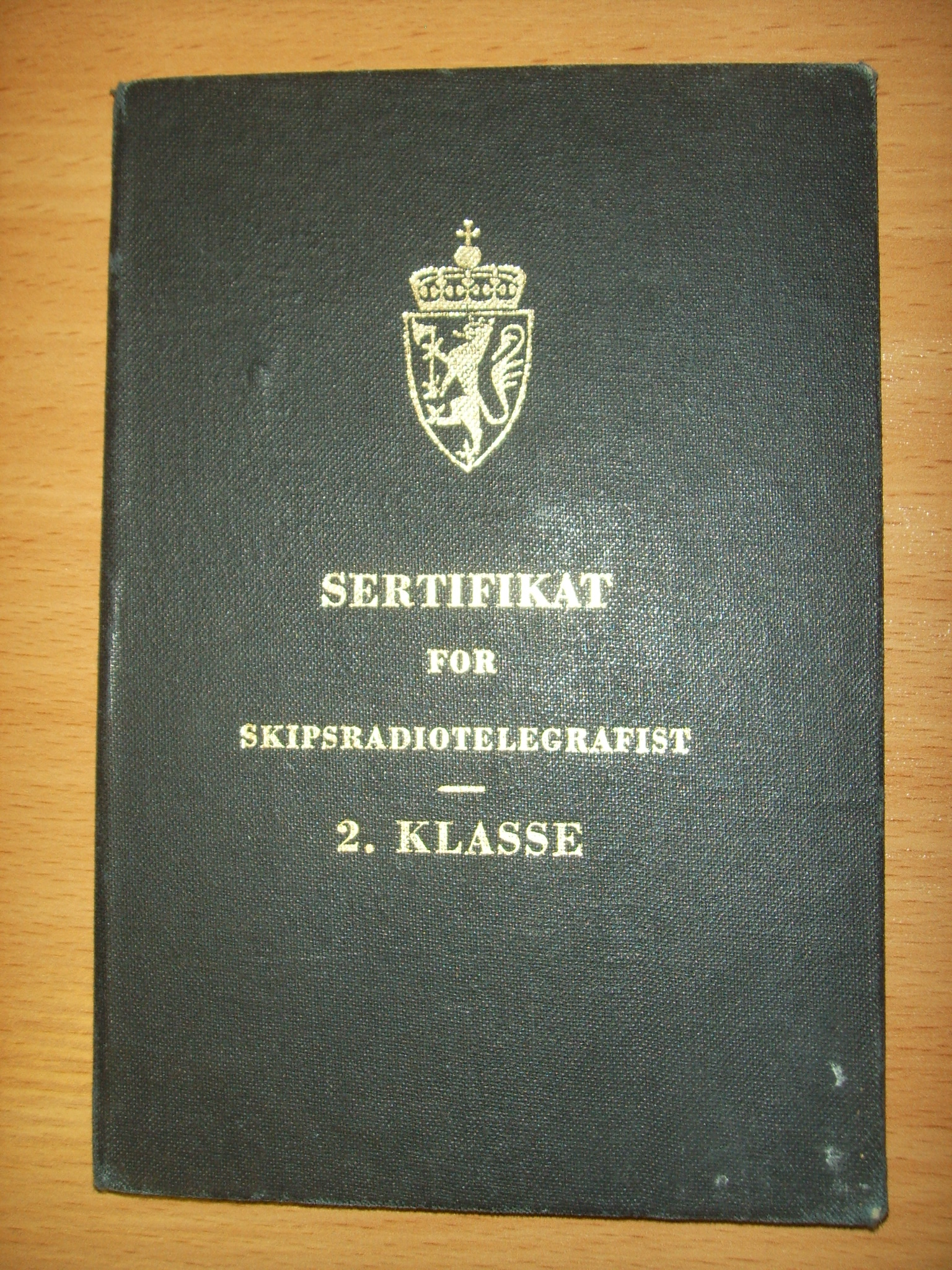
certificat d’opérateur radiotélégraphiste de deuxième classe

Dans le cadre du SMDSM de 1999, la France interrompt définitivement l'emploi de la radiotélégraphie morse dans les bandes marines depuis les navires français.
 
Depuis le 31 janvier 1997. La fonction d'officier radiotélégraphiste embarqué disparaît alors. Il n’y a plus de radiotélégraphiste présent dans les navires sous pavillon français.
Il était nécessaire de posséder un des certificats suivants  :
- certificat général d’opérateur des radiocommunications (Chef de poste tous navires).
- certificat d’opérateur radiotélégraphiste de première classe (Chef de poste tous navires).
- certificat d’opérateur radiotélégraphiste de deuxième classe (Chef de poste cargo, bateaux de pêche et radiotélégraphiste tous navires).
- certificat spécial d’opérateur radiotélégraphiste. (Navires de plaisance et petits bateaux de pêche).

Pour configurer, programmer, modifier, réparer une station de bord de navire, il était nécessaire de posséder un des brevets suivants :
- brevet de radioélectronicien de première classe
- brevet de radioélectronicien de deuxième classe
- brevet de radioélectricien de première classe
- brevet de radioélectricien de deuxième classe

Le certificat d'opérateur radiotélégraphiste de première classe ou le certificat général d’opérateur des radiocommunications et le diplôme de radioélectronicien de première classe de la Marine Marchande préparé à l'École Nationale de la Marine Marchande étaient transformés en Brevet d'Officier Radioélectronicien de première classe de la Marine Marchande après 24 mois de navigation.
Même chose pour le certificat d’opérateur radiotélégraphiste de deuxième classe transformé en Brevet d'Officier Radioélectronicien de deuxième classe.
Le Brevet d'Officier de première classe était nécessaire pour assurer les fonctions de Chef Radio sur les Paquebots et les Ferries.
En général, il y avait trois Officiers Radio sur les Paquebots et un élève Radio en formation qui attendait de faire le cours de Radio Marine Marchande ou attendait de faire ses 24 mois de navigation pour avoir le Brevet.
Mais en général tous passaient Officier dérogataire avant les 24 mois.

## Le journal du service radioélectrique

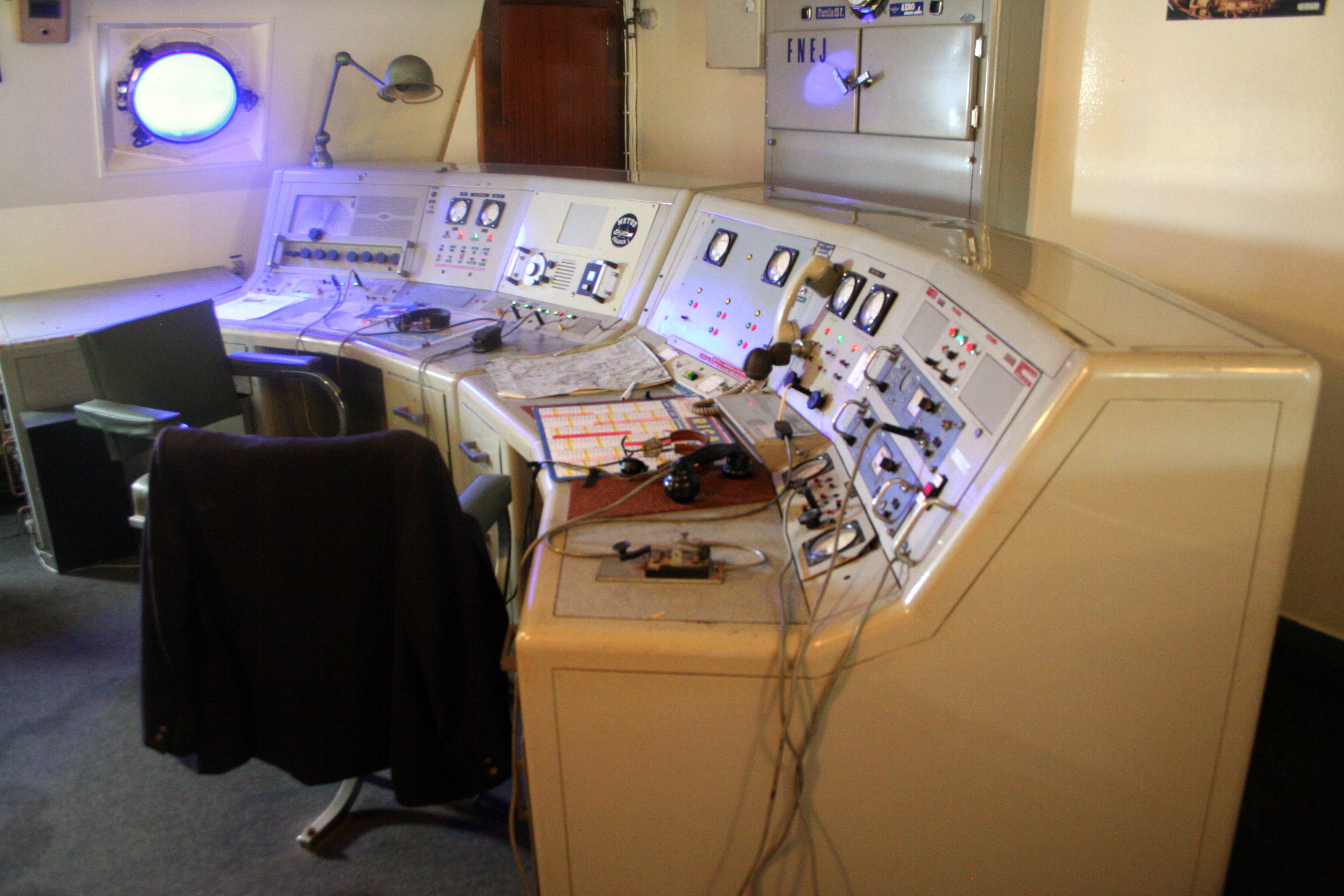
Station radiotélégraphique de la frégate météorologique France.

Le journal du service radioélectrique doit être tenu à bord des navires. Ce journal contient :
- Le nom du radiotélégraphiste assurant la veille ;
- les heures de début et de fin de cette veille ;
- les interruptions de cette veille ;
- les communications de détresse, urgence, sécurité ;
- les communications avec les stations côtières ;
- les opérations d’entretien des batteries ;
- les essais de matériel.

## Quelques dates
En France :

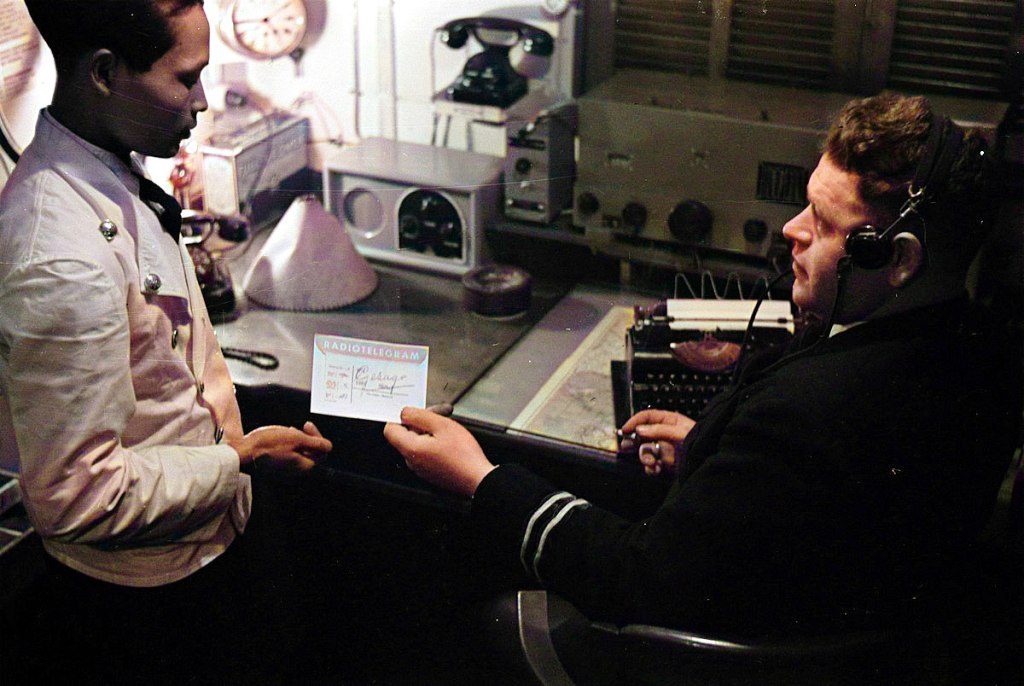
Remise d'un radiotélégramme.

- En 1903 : la station Ouessant TSF créé par Camille Tissot effectue des liaisons radiotélégraphiques avec la Marine nationale de Brest.
- En 1904 : la station Ouessant TSF FFU (depuis le Stiff), effectue des liaisons radiotélégraphiques avec une flotte de 80 paquebots.
- En 1906 : conférence de Berlin de 1906 pour la radiotélégraphie morse sur la fréquence 500 kHz des 600 mètres
- En 1906 : Convention de Genève pour le sort des blessés, des malades et des naufragés des forces armées sur mer.
- En 1908 : le 1er juillet, le signal SOS entre en vigueur à la place du signal CQD.
- En 1911 : la station Boulogne TSF FFB effectue des liaisons radiotélégraphiques sur 500 kHz.
- En 1912 : obligation d'une station radiotélégraphique présente dans tous les paquebots[3].
- En 1913: arrivée d’amplificateur micro téléphonique dont Graham Bell posa le principe.
- En 1913 : la station FFU du Stiff est fermée. La station FFU de Lampaul assure seule les transmissions.
- En 1914 : 50 navires de pêche français sont pourvus en radiotélégraphie morse avec un émetteur à ondes amorties et un poste à galène.
- En 1915: Dans les stations, l'amplificateur micro téléphonique est progressivement supplanté par l'amplificateur audio à lampes électroniques (en forme de grosses boules) pour le casque audio et le haut-parleur.
- En 1919 : la station Marseille TSF FFM effectue des liaisons radiotélégraphiques sur 500 kHz.
- En 1920 : arrivée dans les stations d’émetteurs et de récepteurs à Tube électronique fonctionnant sur 500 kHz.
- En 1921 : 200 navires de pêche Français sont pourvus en radiotélégraphie morse.
- En 1922 : la station Ouessant TSF, FFU, traite tous les jours 200 radiotélégrammes.
- En 1927 : équipement de récepteur auto-alarme sur la fréquence 500 kHz, à bord des navires qui ne font pas la veille permanente.
- En 1972 : En France la première femme opératrice radiotélégraphiste (YL en code morse) est embarqué sur un navire de commerce.
- En 1975 : amorce de la baisse du trafic radiotélégraphique.
- En 1988 : toutes les écoles de radiotélégraphiste de la marine marchande sont fermées.
- En 1990 : la station Le Conquet radio FFU reçoit le centième appel de détresse SOS.
- En 1995 : Dans les navires équipés du SMDSM l’officier de quart à la passerelle effectue la veille automatique en appel sélectif numérique.
- En 1997 : en France, le métier d'Officier radiotélégraphiste de la marine marchande disparaît. France Télécom arrête la radiotélégraphie ([4]).
- En 1999 : en France arrêt de la veille radiotélégraphique sur 500 kHz et sur la fréquence 8 364 kHz ([5]).
- Depuis 1999 une flotte de navire en liaisons radiotélégraphiques n’a plus d’interconnexion possible avec les stations SMDSM 1999  utilisé.([6]).

## L'appel en bande décamétrique
La Propagation en haute fréquence de la bande décamétrique ou Haute fréquence est utilisée pour les radiocommunications à grande distance (portée jusqu'à 12 000 km en permanence et le reste du monde plusieurs heures par jour avec une puissance d'émission inférieure à 1 000 W) de la station de bord de navire. 
Tableau des fréquences d'appel assignées aux stations de navires pour la radiotélégraphie morse manuelle de classe A1A ou pour la radiotélégraphie morse automatique de classe A1B à des vitesses de transmission ne dépassant pas 40 bauds.
Largeur des voies dans chaque bande : 0,5 kHz.

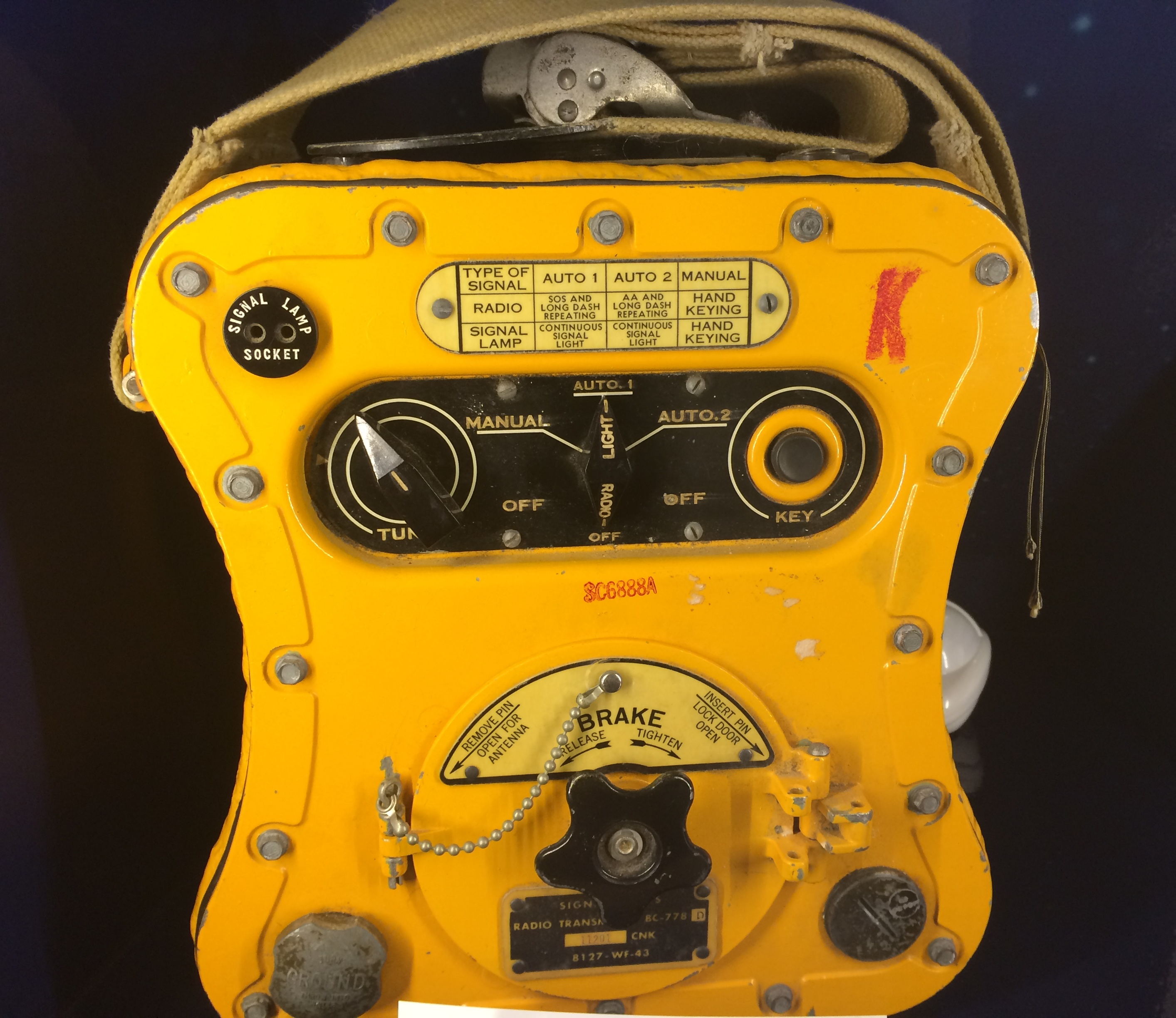
émetteur récepteur de naufrage 500 kHz et 8364 kHz

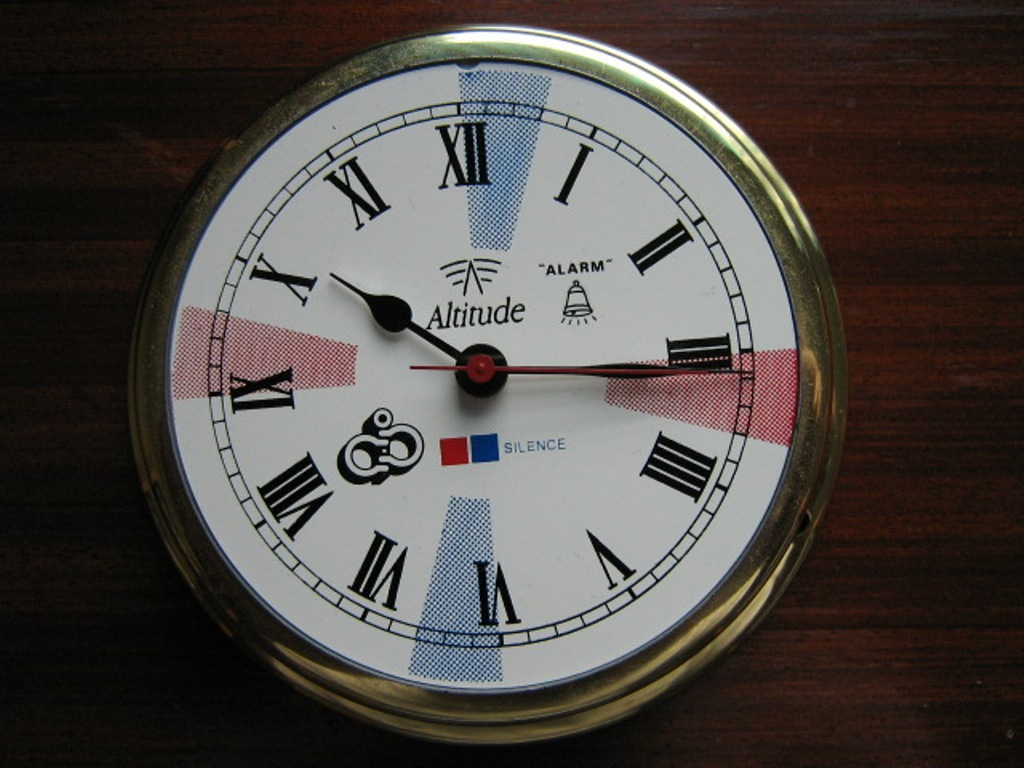
Les Secteurs des périodes de silence radio de 3 minutes. En rouge pour la fréquence 500 kHz (Télégraphie). En bleu pour la fréquence 2182 kHz (Téléphonie)

| Groupe en bande décamétrique         | Bande des 4 MHz | Bande des 6 MHz | Bande des 8 MHz | Bande des 12 MHz | Bande des 16 MHz | Bande des 22 MHz | Bande des 25 MHz |
| ------------------------------------ | --------------- | --------------- | --------------- | ---------------- | ---------------- | ---------------- | ---------------- |
| Mer des Caraïbes et Océan Atlantique | 4 182 kHz       | 6 277 kHz       | 8 366 kHz       | 12 550 kHz       | 16 734 kHz       | 22 279,5 kHz     | 25 171,5 kHz     |
| Le Golfe du Mexique                  | 4 183 kHz       | 6 278 kHz       | 8 367 kHz       | 12 551 kHz       | 16 735 kHz       | 22 281,5 kHz     | 25 171,5 kHz     |
| Océan Pacifique Nord                 | 4 185 kHz       | 6 279 kHz       | 8 368,5 kHz     | 12 552,5 kHz     | 16 736,5 kHz     | 22 282,5 kHz     | 25 172,5 kHz     |
| Pacifique Sud                        | 4 186 kHz       | 6 280 kHz       | 8 370 kHz       | 12 554 kHz       | 16 737,5 kHz     | 22 283,5 kHz     | 25 172,5 kHz     |
| Le reste des mers et des océans      | 4 184 kHz       | 6 276 kHz       | 8 368 kHz       | 12 552 kHz       | 16 736 kHz       | 22 280,5 kHz     | 25 172 kHz       |
| Détresse et opérations de sauvetage  | 8 364 kHz       | 8 364 kHz       | 8 364 kHz       | 8 364 kHz        | 8 364 kHz        | 8 364 kHz        | 8 364 kHz        |

.

### Fréquence8 364kHz
Jusqu'au 1er février 1999, la fréquence 8 364 kHz était désignée pour être utilisée par les stations d'engin de sauvetage équipées pour émettre sur les fréquences des bandes comprises entre 4 000 kHz et 27 500 kHz et désirant établir avec les stations des services mobiles maritime et aéronautique des communications relatives aux opérations de recherche et de sauvetage .

### Fréquence2 091kHz

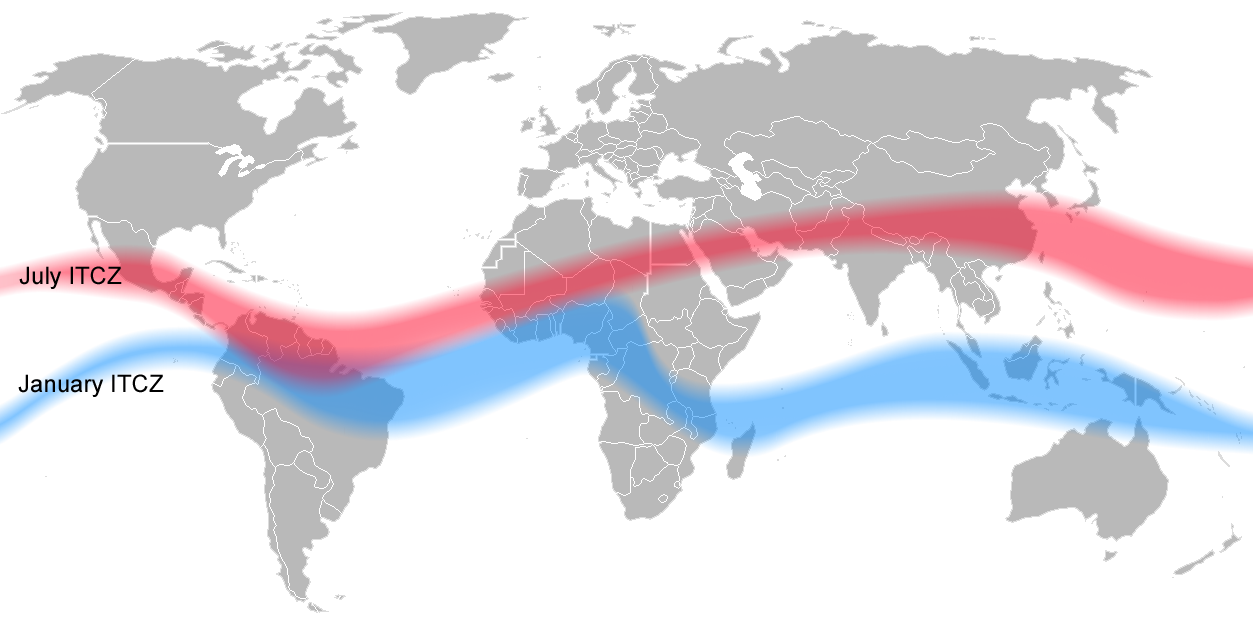
Position de la Zone de convergence intertropicale en janvier (en bleu) et en juillet (en rouge)

Entre les deux tropiques les bandes en dessous de 2 000 kHz soit 150 mètres sont inutilisables en réception à cause des bruits radioélectriques de la Zone de convergence intertropicale, la portée radio de la fréquence de 500 kHz est considérablement plus faible dans cette zone. 
En plus de la fréquence de 500 kHz, les pays dans cette zone de convergence intertropicale utilisent la fréquence de 2 091 kHz comme fréquence de détresse et d'appel en radiotélégraphie Morse.

### Fréquence143kHz
À la place de la bande décamétrique. Les stations de navires peuvent utiliser cette fréquence d’appel des paquebots en radiotélégraphie de 143 kHz de la bande des 2 100 mètres pour joindre un continent, (143 kHz remplacent la longueur d'onde d’appel de 1 800 mètres en radiotélégraphie désignée aussi par la fréquence 166,5 kHz). La fréquence des appels internationaux dans la bande de 100 kHz à 160 kHz est de 143 kHz à l'aide d'émission A1A ou J2A. Quand une station de navire dans la bande de 100 kHz à 160 kHz kHz désire communiquer avec une station côtière, il doit appeler sur la fréquence 143 kHz à moins que la Liste internationale des stations côtières en dispose autrement. Les stations côtières doivent répondre de leur fréquence normale de travail dans cette bande. Seuls les appels individuels, les réponses à ces appels, et la transmission de signaux préparatoires au trafic peuvent être transmises sur 143 kHz.

## L'appel en bande hectométriques
La fréquence de 500 kHz (désignée aussi par sa longueur d'onde: 600 mètres est la  fréquence internationale de détresse et d'appel en radiotélégraphie morse sur ondes hectométriques pour les stations du service mobile maritime et aéronautique.
Cette bande de moyenne fréquence est comprise de 415 kHz à 535 kHz, avec une portée d'exploitation jusqu'à 1 000 km.
Canaux utilisés par les navires
Pour tous les navires, dans la bande hectométrique, la puissance maximale des émetteurs radiotélégraphiques homologués marine est comprise entre 150 W et 1 000 W.
| Canaux  | Utilisations |
| ------- | --- |
| 410 kHz | Fréquence normale de radiogoniométrie en radiotélégraphie morse (positions des navires et des aéronefs) |
| 425 kHz | Radiotélégraphie morse régions 2 et 3 (sauf Europe et Afrique) de navires à navires |
| 454 kHz | Radiotélégraphie morse de navires à navires |
| 458 kHz | Radiotélégraphie morse région 1 (Europe et Afrique) de navires à navires |
| 468 kHz | Radiotélégraphie morse de navires à navires |
| 480 kHz | Radiotélégraphie morse de navires à navires |
| 500 kHz | Fréquence internationale de détresse en radiotélégraphie morse. L'appel de routine, de sécurité et d'urgence est autorisé entre l'heure H + 18 et H + 45 et entre H + 48 et H + 15. |
| 512 kHz | Radiotélégraphie morse de navires à navires. Les stations de navires peuvent utiliser cette fréquence comme fréquence d’appel supplémentaire lorsque la fréquence 500 kHz est employée pour la détresse. Dans les zones à fort trafic, la fréquence est utilisée pour l'appel de routine . |

## Période de silence radio du temps universel coordonné
- Dans les stations radios internationales, une montre marque l'heure du Temps universel coordonné comme référence.
- Sur la fréquence 500 kHz (maritime et aéronautique), les stations effectuent un silence radio de h + 15 à h + 18 et de h + 45 à h + 48.
- Dans le monde, depuis 1999. Les émissions doivent cesser dans la bande comprise entre 495 kHz à 505 kHz durant la période de silence radio.
- Dans quelques pays appliquant toujours l'ancienne recommandation, les émissions doivent cesser dans une bande comprise entre 490 kHz à 510 kHz durant la période de silence radio.
- L’appel de routine, de sécurité et d’urgence est autorisé aux heures de h + 18 à h + 44 et de h + 48 à h + 14 avec un dégagement sur une fréquence de travail.
- Les radiocommunications pour la détresse sont libres sur la fréquence 500 kHz.

## Voir aussi

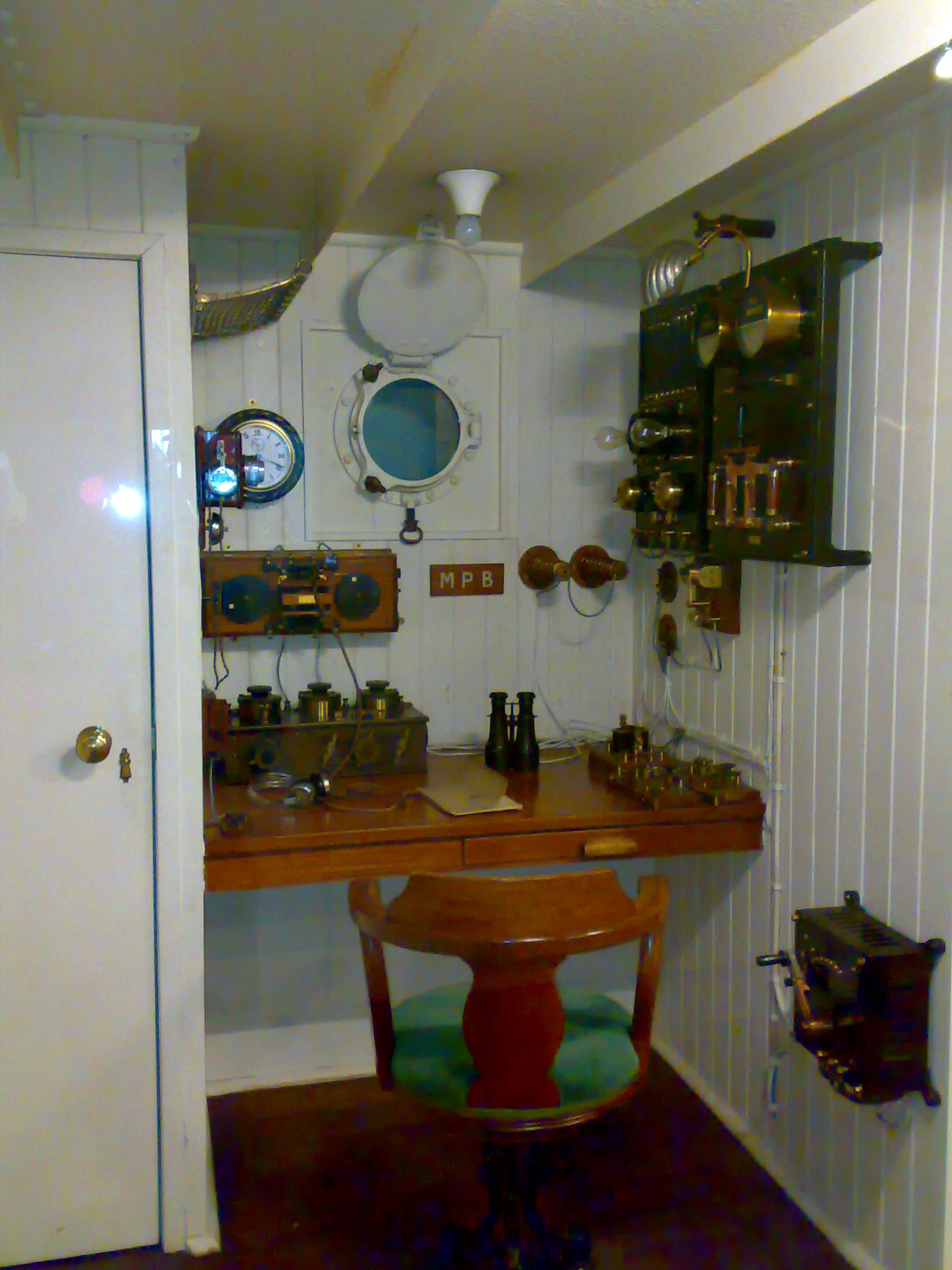
Station radiotélégraphique type Marconi